# Academics-for-Peace-Prozess
Im „Academics-for-Peace“-Prozess wurden im März 2016 vier türkische Wissenschaftler wegen „terroristischer Propaganda“ von der türkischen Justiz angeklagt, weil sie die Petition mit dem Titel Wir werden nicht Teil dieses Verbrechens sein gegen die Offensive der Türkei 2015 gegen die Arbeiterpartei Kurdistans (PKK) initiiert hatten.

## Petition
Die Petition mit dem Titel Wir werden nicht Teil dieses Verbrechens sein wurde von der Gruppe „Akademiker für den Frieden“ am 11. Januar 2016 veröffentlicht. Unterzeichner waren unter anderem Latife Akyüz, Assistenzprofessorin der Soziologie an der Universität Düzce, Esra Munger, Professorin für Psychologie an der Bosporus-Universität, und Muzaffer Kaya sowie Kivanc Ersoy, Professor der Mathematik an der Mimar Sinan Üniversitesi. Darin riefen sie zu einem Ende des „Massakers“ an der kurdischen Bevölkerung im Südosten der Türkei auf. Adressat der Petition war der türkische Staat. „Den Konflikt mit Gewalt zu lösen, das kann doch auch nicht im Interesse des Staates sein. Wir wollen, dass man zumindest wieder zum Vorherigen zurückkehrt, dass also der Friedensprozess wieder aufgenommen wird“, heißt es darin.
1127 türkische Wissenschaftler von 90 Universitäten unterzeichneten die Petition. Seit Januar 2016 haben weitere 1.084 Akademiker die Petition unterschrieben, womit mittlerweile die Zahl der Unterzeichner auf 2.212 gestiegen ist. Nach den Sanktionen gegen die Unterzeichner unterstützten 558 Schriftsteller einen ähnlichen Aufruf.

## Folgen
Die Unterzeichner der Petition sahen sich direkten Sanktionen gegenüber: Wissenschaftler wurden festgenommen, entlassen oder ihre Arbeitsverträge nicht verlängert, einigen wurde die Genehmigung zur Teilnahme an akademischen Aktivitäten im Ausland verweigert, Lehrer wurden angeklagt und suspendiert.
27 Wissenschaftler wurden wegen Unterzeichnung der Petition festgenommen. Allein an der Universität Kocaeli wurden 14 Unterzeichner inhaftiert. 30 Wissenschaftler wurden freigestellt und 38 weitere wurden entlassen. Manche von ihnen erhielten in sozialen Medien Morddrohungen. Eine Lehrergewerkschaft meldete, dass bislang 153 Verfahren gegen Unterzeichner eingeleitet worden seien. Neun Lehrer seien entlassen und weitere 27 suspendiert worden. Im Juni 2016 wird bereits von 513 Disziplinarverfahren und 37 Entlassungen sowie einer vorzeitigen Verrentung und 11 erzwungenen Rücktritten von Ämtern berichtet. Gegen 421 der Wissenschaftler sollen demnach strafrechtliche Ermittlungen eingeleitet worden sein.
Die Unterzeichner hätten gegen einen Paragrafen im Strafgesetzbuch, der Propaganda für terroristische Gruppen verbietet, verstoßen sowie gegen einen Paragrafen, der es unter Strafe stellt, die türkische Nation und die türkische Republik zu beleidigen.
Unter Artikel 19 des Internationalen Paktes über bürgerliche und politische Rechte und Artikel 10 der Europäischen Konvention zum Schutze der Menschenrechte und Grundfreiheiten ist die Türkei zum Schutz des Rechts auf freie Meinungsäußerung verpflichtet. Das Recht auf freie Meinungsäußerung darf nur in bestimmter Weise eingeschränkt werden, z. B. um Propaganda für Krieg oder Anstiftung zur Gewalt zu verbieten. Paragraf 7/2 des türkischen Antiterrorgesetzes verbietet „Propaganda für eine terroristische Organisation“ oder das Parlament der Türkei sowie die Gerichte des Landes zu beleidigen. Diese Bestimmung ist allerdings breit auslegbar und erfordert nicht ausdrücklich, dass die Propaganda der Förderung gewaltsamer krimineller Methoden dienen muss. Dieser Paragraf ist in der Vergangenheit wiederholt dazu genutzt worden, gewaltfreie Meinungsäußerungen bezüglich der Rechte von Kurden und der Kurdenpolitik der Regierung zu bestrafen.
In Folge des gescheiterten Militärputschversuchs vom 15. Juli 2016, hat sich die Lage für die Academics for Peace verschärft. Am 1. September 2016 beschloss die Regierung drei Notstandsverordnungen, mit denen insgesamt über 40.000 Staatsangestellte entlassen wurden, denen eine Verbindung zu den Putschisten unterstellt wird. Unter den 2346 entlassenen Akademikern befinden sich auch 44 Unterzeichner des Academics-for-Peace-Aufrufs. Die Academics for Peace weisen in einem Solidaritätsaufruf darauf hin, dass gegen die Entlassung unter der Notstandsgesetzgebung keine Berufung eingelegt werden kann und die Reisepässe der Betroffenen eingezogen werden. Die Webseite der Academics for Peace listet mit Stand vom 17. März 2017 insgesamt 389 per Dekret, Entlassung oder erzwungener vorzeitiger Pensionierung aus dem Dienst entfernte Unterzeichner und 491 eingeleitete Disziplinarverfahren auf.

## Reaktion
Präsident Recep Tayyip Erdoğan tadelte die insgesamt 1000 Unterzeichner. Er sagte, wer außerhalb des Parlaments Politik betreiben wolle, „soll Gräben ausheben oder in die Berge gehen“, in Anspielung auf die kurdische Arbeiterpartei PKK. Bei einer anderen Gelegenheit sagte er vor Diplomaten, die Menschenrechtsverletzungen würden nicht vom türkischen Staat, sondern von der PKK begangen. „Dennoch beschuldigt dieser Haufen von Leuten, die sich Akademiker nennen, den türkischen Staat in einer Erklärung“. Erdoğan nannte die Forscher „dunkle Kräfte“ und „Verräter“. „Wer das Brot dieses Staates isst, aber ihn verrät, gehört bestraft“, sagte Erdoğan.
Als die Unterzeichner internationale Beobachter einladen wollten, sagte Erdoğan, das zeige eine „Mentalität von Kolonialismus“.
Dagegen solidarisierten sich weltweit Wissenschaftler und andere Menschen mit den Unterzeichnern. Das Wissenschaftszentrum Berlin für Sozialforschung schrieb: „Wir am WZB erklären uns solidarisch mit den türkischen Wissenschaftlern und Wissenschaftlerinnen und unterstützen sie in ihrem Recht auf freie Meinungsäußerung.“ Die gemeinnützigen Organisationen Research Institute on Turkey und Bostonbul aus den USA haben im März 2017 eine Fundraising Kampagne gestartet, um entlassenen Academics for Peace jeweils für sechs Monate ein Stipendium in Höhe des türkischen Mindestlohns zu gewähren.
Am Tag vor dem Gerichtsentscheid über die Untersuchungshaft von Akyüz, Munger, Kaya und Ersoy sprach sich Präsident Erdoğan dafür aus, die Antiterrorgesetze abzuändern. Die Definition von „Terrorismus“ sollte ausgeweitet werden, sodass auch gewaltfreie Handlungen von Schriftstellern, Akademikern, Journalisten und NGO-Mitarbeitern darunter fallen könnten.

## Prozess
Die Wissenschaftler wurden wegen „Propaganda für eine terroristische Organisation“ und „Verunglimpfung der türkischen Nation“ angeklagt. Der Staatsanwalt argumentiert: Wer die Operationen der türkischen Armee als „Massaker“ bezeichne, der argumentiere wie die PKK. Damit hätten die Unterzeichner Propaganda für Terroristen betrieben.
Der Prozess begann am 22. April 2016. Bei einer Verurteilung drohen den Angeklagten bis zu fünf Jahren Haft. Nach der ersten Anhörung wurden die Beschuldigten nach 40 Tagen Untersuchungshaft vorläufig freigelassen.